# Kalevi Sylander
Kalevi Sylander, né le 18 mai 1931, à Helsinki, en Finlande et décédé le 9 mars 2014, à Vantaa, en Finlande, est un ancien joueur finlandais de basket-ball. 